# Худойбердыев, Махмуд Туронович
Махмуд Туронович Худойбердиев (тадж. Маҳмуд Туронович Худойбердиев узб. Маҳмуд Туронович Худойбердиев/Mahmud Turonovich Hudoyberdiyev; 18 октября 1964) — таджикский военный деятель, полевой командир, участник Гражданской войны в Таджикистане, полковник. Возглавил три антиправительственных мятежа (1996, 1997 и 1998). Он неоднократно неожиданными атаками блокировал и занимал Душанбе, Худжанд, Курган-Тюбе, организовывал заговоры и мятежи. О нём рассказывалось много легенд, и нередко из репортажей о нём трудно выделить достоверные сведения. Фактически его позиция была независимой, он не поддерживал ни оппозиции, ни Народный Фронт. После национального перемирия 1997 года он отказался от соглашений с правительством Рахмонова и вёл боевые действия против правительства примирения, опираясь при этом на афганских моджахедов.

## Биография

### Ранние годы
Махмуд Худойбердыев родился 18 октября 1964 года в Курган-Тюбе, в семье рабочего-строителя. Этнический узбек. В 1985 году он окончил Алма-Атинское высшее общевойсковое командное училище имени маршала Конева, после чего служил в составе ограниченного контингента советских войск в Афганистане командиром разведвзвода 1-го мотострелкового батальона 70-й отдельной гвардейской мотострелковой бригады, был ранен. В 1989—1990 годах он служил командиром 1-го взвода 7-й роты 4-го батальона курсантов в Алма-Атинском ВВОУ, затем убыл в Таджикистан, где был назначен заместителем военного комиссара Джиликульского, затем — Бохтарского райвоенкоматов.

### Гражданская война
С 1992 года Махмуд Худойбердыев являлся заместителем военного комиссара Хатлонского областного военного комиссариата. В это время в Таджикистане развернулась гражданская война. Его оплотом был город Курган-Тюбе. Худойбердыев стал командиром спецгруппы в составе 201-й мотострелковой дивизии в г. Курган-Тюбе.
В сентябре 1992 года во время наступления оппозиции он самовольно вывел из парка танки 201-й мотострелковой дивизии и направил их на помощь Сангаку Сафарову. Этот эпизод переломил ситуацию в городе, после долгих кровопролитных боёв с большими жертвами «Народный Фронт» смог взять город под контроль. Худойбердыев вступал в вооружённые конфликты с командованием 11-й бригады Таджикистана, обвиняя его в поддержке «мафии» в Курган-Тюбе и в центральном правительстве. В конце 1995 — начале 1996 годов он занял Курган-Тюбе и стал полностью контролировать город, а 11-ю бригаду расформировали.

### Антиправительственный мятеж
26 января 1996 года Худойбердыев захватил власть в Курган-Тюбе. Худойбердыев потребовал отставки вице-премьера Махмадсаида Убайдуллоева, главы аппарата президента Изатулло Хаеева, руководителя Хатлонской области Абдужалола Салимова и министра обороны Хайруллаева, а также разделении Хатлонской области на Курган-Тюбинскую и Кулябскую. После сложных переговоров президент пошёл на уступки, а бригада таджикской армии начала возвращаться в свои казармы. Позднее бригада направилась на борьбу с исламистами в Вахшской долине.

### Вооружённые выступления 1997 года
7 января 1997 года части Махмуда Худойбердыева в Турсунзаде вступили бой с группировкой местного авторитета Кадыра Абдуллаева, контролировавший алюминиевый завод, и в течение трёх дней разгромили его отряд, остатки которого бежали в Узбекистан. В ночь с 8 на 9 августа того же года в Душанбе начались столкновения между бойцами бригады спецназа под командованием Сухроба Касымова и главы Таможенного комитета республики Якуба Салимова. Утром из Курган-Тюбе в поход на столицу Махмуд Худойбердыев повёл свою бригаду. На перевале Фахрабад бойцы Худойбердыева были остановлены блокпостами президентской гвардии под командованием Гафара Мирзоева, которые бросили в бой тяжёлую артиллерию и установки «Град». Со своей стороны отряды Худойбердыева применили гаубицы и танки, рассредоточив их по окрестным возвышенностям. Одновременно мятежники развернули бои с президентскими гвардейцами и таджикскими пограничниками западнее Душанбе на автотрассе, ведущей к насёленному пункту Гиссар. Ночью 11 числа армейские подразделения заняли перевал, а также захватили один из оплотов мятежников — город Турсунзаде. Правительственные войска начали приближаться к оплоту мятежного полковника — Курган-Тюбе. Вечером 12 августа мятежники при поддержке гаубиц, танков и установок «Град» снова взяли под свой контроль стратегически важный перевал Фахрабад, вынудив правительственные войска отступить на прежние позиции в район поселка Гагарин в 12 км от Душанбе. Однако другие подразделения минобороны и МВД страны оказались в 2 км от базы бригады Худойбердыева в Курган-Тюбе, в результате чего в городе была объявлена всеобщая мобилизация. Ночью того же дня одно из подразделений бригады Худойбердыева открыло огонь из тяжёлых орудий по зданию городского отдела милиции в Курган-Тюбе. В ночь с 12 на 13 августа Эмомали Рахмонов дважды вёл с Махмудом Худойбердыевым телефонный разговор, по результатам которых Худойбердыев согласился вернуть свои части в казармы и оставить пост командира бригады в обмен на личную неприкосновенность
18 августа генеральный прокурор Таджикистана Саломиддин Шаропов, выступая по телевидению, обвинил полковника и его сторонников в организации военного переворота, после чего Худобердыев возобновил боевые действия. На следующий день отряды сторонников Худойбердыева, шедшие ему на помощь из других районов страны, были рассеяны. Согласно одним сведеним десятки бойцов с самим Худойбердыевым переправились в Узбекистан, по другим — узбекские пограничники отбросили их обратно в Таджикистан. В приграничных с Узбекистаном Шаартузском и Кабодиёнском районах начался процесс сдачи в плен офицеров и всего личного состава мятежной бригады. Пресс-секретарь таджикского президента Зафар Саидов тогда же заявил:
"Таким образом, можно утверждать, что военная операция по локализации и снятию напряжённости на юге Таджикистана, инициированная преступными действиями мятежной бригады, успешно завершена. Силы мятежного полковника полностью разбиты".

### Мятеж на севере Таджикистана
На основе остатков бригады Худойбердыев сформировал новый отряд. 3 ноября 1998 года Худойбердыев возглавил вооружённый мятеж на севере Таджикистана. В 4 часа утра около тысячи мятежников атаковали управление внутренних дел Худжанда, казармы президентской гвардии, батальонов МВД и министерства обороны республики, а спустя несколько часов захватили ключевые объекты в Худжанде и несколько райцентров. К концу дня повстанцы взяли перевал Шахристан, отрезав столицу от северной части страны. В плен были взяты около 30 сотрудников правоохранительных органов. Правительство начало перебрасывать войска в обход гор через территорию Узбекистана и Кыргызстана. Уже в ближайшие часы правительственные войска перешли в наступление и 5 ноября восстановили контроль над основными объектами в Худжанде. На следующий день боевики Худойбердыева были выбиты из Чкаловска, 8 ноября пал их последний оплот в Худжанде — крепость XIII века, а 9 числа была разгромлена южная группировка мятежников под командованием заместителя Худойбердыева полковника Сергея Зворыкина.
По одной из версии до 2001 года Худойбердыев готовил поход на Душанбе, привлекая в союзники афганских моджахедов. Осенью 2001 года Худойбердыев предположительно погиб, обстоятельства смерти противоречивы. Первое сообщение о гибели полковника прозвучало на радио «Хорасан», вещающем из Мешхеда. Согласно одним данным, между представителями властей и военных Узбекистана и Худойбердыевым и его заместителем Сергеем Зворыкиным прошла встреча, в ходе которой представители узбекской власти предложили полковнику принять участие в операции против талибов на стороне Дустума. Худойбердыев согласился, но в результате начавшегося затем спора произошла перестрелка, в ходе которой Зворыкин убил Махмуда Худойбердыева, а затем сам погиб от выстрела одного из представителей узбекской власти. По другим данным Махмуд Худойбердыев погиб в результате автокатастрофы.
В последующем появлялись сообщения, судя по которым, Махмуд Худойбердыев вовсе не погиб, а продолжает находиться на территории Узбекистана. Так, бывший агент службы национальной безопасности Узбекистана Икрам Якубов, бежавший в Европу, в сентябре 2008 года заявил, что Худойбердиев в 2005 году активно участвовал в андижанских событиях, обеспечивает личную охрану Каримова и его дочерей, и, якобы, призван привести к власти в Узбекистане старшую дочь Ислама Каримова — Гульнару. В 2010 году Верховный суд Таджикистана приговорил к 30 годам заключения 56-летнего Хайдара Бобомуродова за подготовку теракта против председателя города Турсунзаде Баракатулло Атоходжи. Обвиняемый на следствии заявил, что с 2008 года служил в особой воинской части, расположенной в Шаргунском районе Узбекистана. Эту часть, со слов обвиняемого, возглавляет Махмуд Худойбердыев, от которого и получил указание совершить теракт.
По сообщениям спецслужб, полковник в 2018 году вынужден был покинуть Узбекистан после смерти Ислама Каримова и переехал в Турцию.

## Награды
- Орден Красной Звезды[2]
- Орден «За личное мужество»[2]
- Медаль «За отвагу»[2]